# 14149 Yakowitz
14149 Yakowitz eller 1998 SF61 är en asteroid i huvudbältet som upptäcktes den 17 september 1998 av LONEOS vid Anderson Mesa Station. Den är uppkallad efter Sidney Yakowitz.
Asteroiden har en diameter på ungefär 4 kilometer och den tillhör asteroidgruppen Vesta.